# Florina
Ne doit pas être confondu avec Flórina.

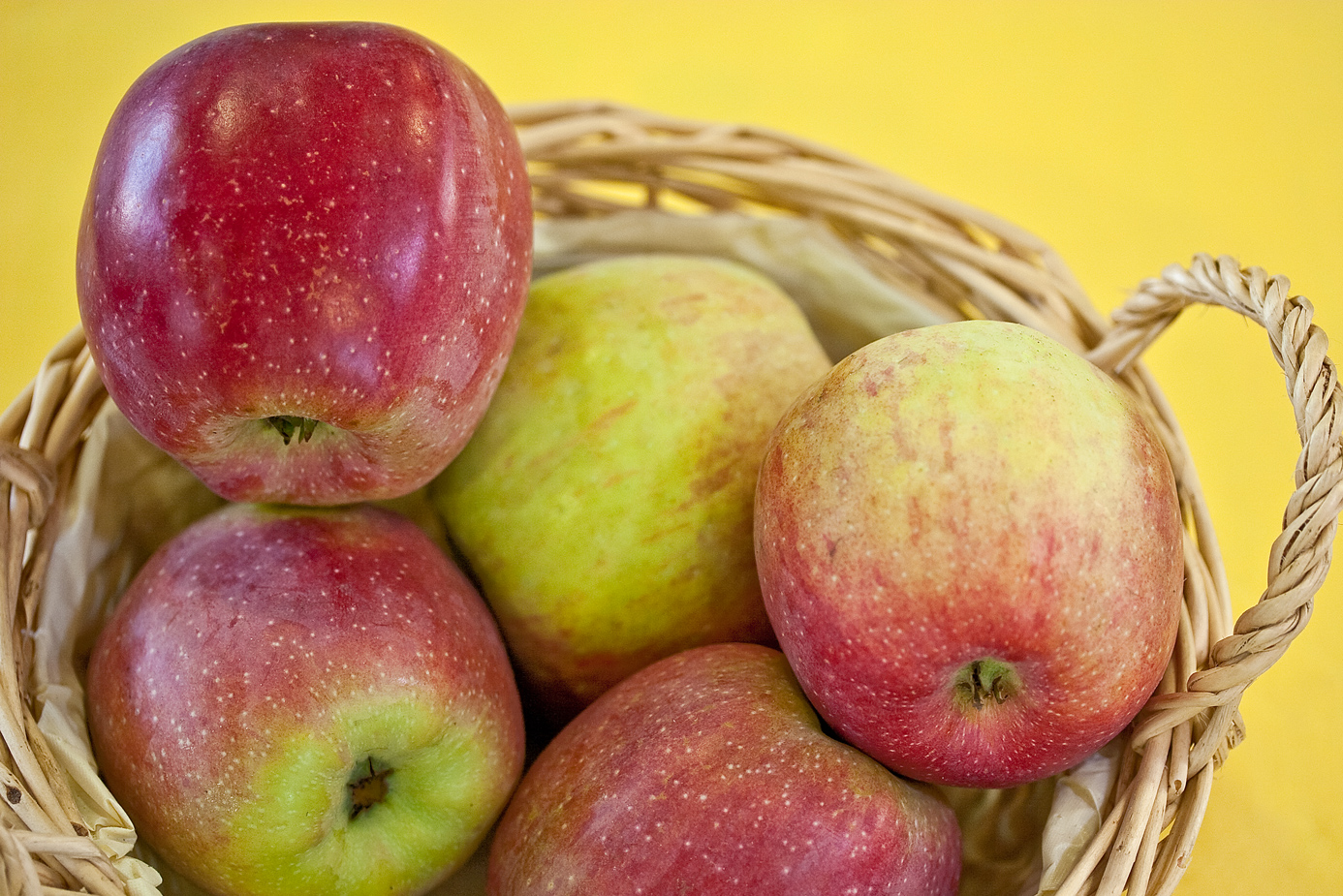
Pommes Florina.

Florina est un cultivar de pommier domestique ; son nom commercial est Querina.
Nom botanique : Malus domestica Borkh florina.

## Description

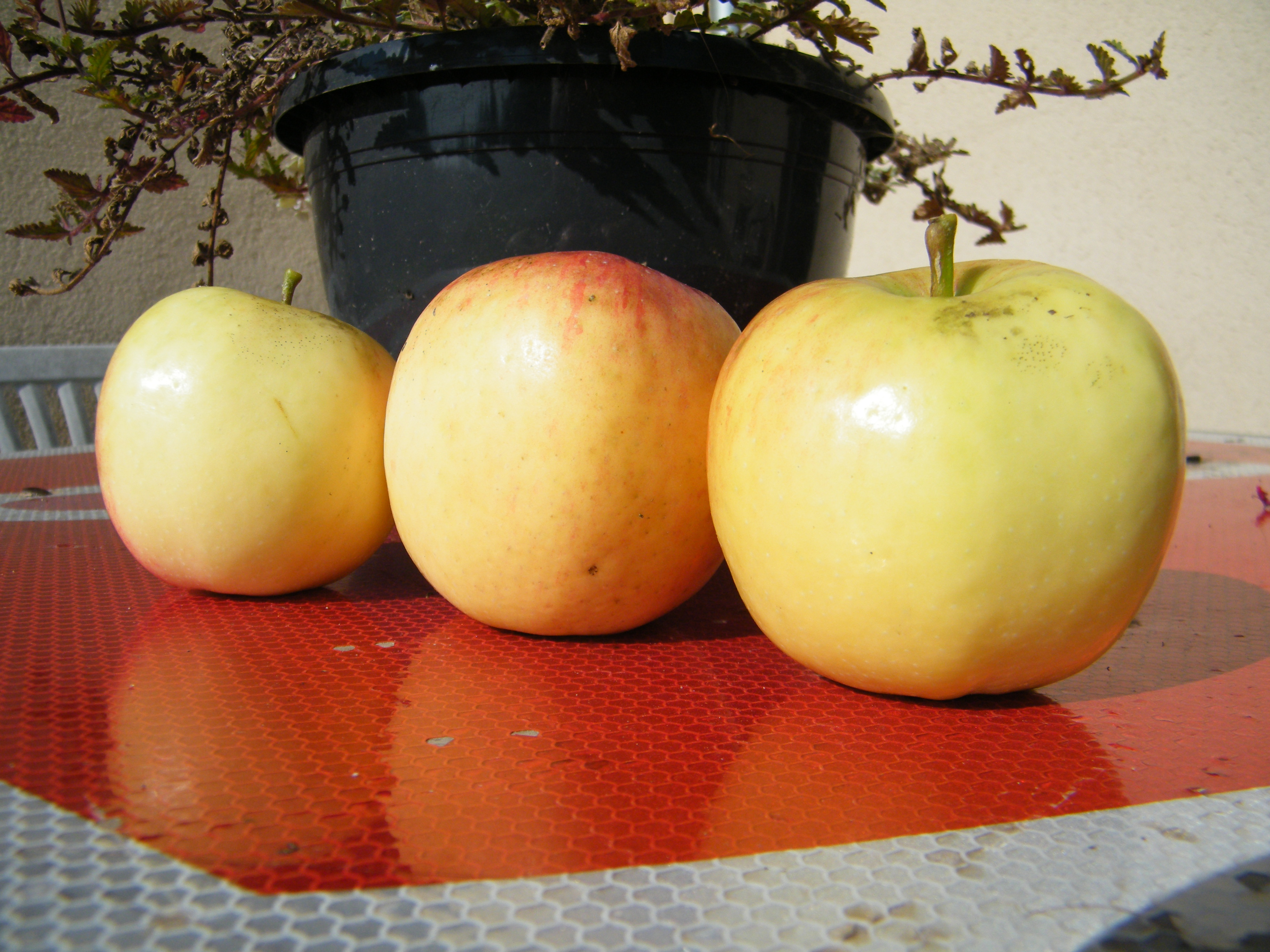
La pomme peut devenir très jaune, à l'ombre, en se rapprochant de la maturité.

Le fruit a une coloration lamée et striée de rouge orange sur 3/4 à 4/4 de la surface.
- Calibre : petit à moyen et assez homogène.
- Épicarpe : lisse, peu cireux, brillant.
- Chair : ferme, moyennement fine, juteuse, sucrée bien acidulée et moyennement parfumée.
- Vitamine C : 6 mg/100 g.
- Sucre : 8,2 %.
- Phosphore : teneur élevée (17,04 mg/100 g)[1].

Le fruit se conserve très bien.
La qualité gustative de Florina se dégrade si on prolonge la conservation.

## Origine
Ce cultivar a été obtenu en 1977 par l'INRA d'Angers (France).

## Parenté
C'est le fruit du croisement de Jonathan avec un hybride (PR1612-1) résistant aux races communes de tavelure.

PRI 612-1 (f) x Jonathan (m) .
Ses caractéristiques génétiques en ont fait une ressource pour obtenir de nouvelles variétés : Delbardivine, Delbard Celeste, Harmonie, Ariane, etc.

## Pollinisation
Diploïde partiellement autofertile.

La floraison est de longue durée et coïncide avec celle d'Ariane, autre pomme aussi génétiquement résistante aux races communes de tavelure.

Groupe pollinique B.

Pollinisé par Elstar, Pilot, Pinova, Golden Gem, Golden Delicious, Red Delicious, Granny Smith, Reine des Reinettes.

## Culture
Arbre au port semi-étalé (type IV) avec une vigueur forte à très forte selon le porte-greffe choisi. Peut se greffer sur EM106.
Mature fin octobre. Consommable de mi-novembre à la fin février.
Productivité élevée et alternance faible. Mise à fruit rapide.
Nouaison importante. Il convient de bien éclaircir comme pour Golden Delicious.
A tailler long pour favoriser la production sur brindilles couronnées. Une taille d'été est indispensable pour améliorer la coloration souvent hétérogène. Éviter de tailler trop sévèrement les premières années.
En situation très fertile, l'arcure des rameaux aide à la mise à fruits.

### Résistances et sensibilités
Cultivar résistant
- à la tavelure - Venturia inaequalis - (gène Vf),
- au puceron cendré du pommier - Dysaphis plantaginea.

Peu sensible
- au feu bactérien - Erwinia amylovara,
- à l'acarien rouge - Panonychus ulmi.

Sensible
- au puceron vert non migrant - Aphis pomi,
- au puceron des galles rouges - Dysaphis devecta.